# Falk Horn
Falk Horn (Elmshorn, 25 giugno 1990) è un giocatore di football americano tedesco, che gioca come defensive back per i Kiel Baltic Hurricanes.

## Palmarès
- 1 Europeo (2014)
- 1 EFL Bowl (Kiel Baltic Hurricanes, 2014)
- 1 German Bowl (Kiel Baltic Hurricanes, 2010)